# Helge Christian Bronée
Helge Christian Bronée (* 28. März 1922 in Horslunde; † 3. Juni 1999 in Dronningmølle) war ein dänischer Fußballspieler, er spielte auf der Position eines Stürmers.

## Karriere
Helge Christian Bronée begann seine Karriere beim Østerbro BK, im Jahr 1940 wechselte er erstmals ins Ausland nach Frankreich zum AS Nancy. Zur Saison 1950/51 ging der Däne zum US Palermo in die italienische Serie A. Hier setzte er sich auf Anhieb durch und erzielte in seiner ersten Saison bereits 15 Treffer. Da er auch in der Folge regelmäßig traf, verpflichtete ihn die AS Rom zu Beginn der Saison 1952/53. Nach zwei Spielzeiten, in denen er insgesamt zwölf Treffer verbuchen konnte, wechselte Bronée zu Juventus Turin. Doch der Däne verließ die Alte Dame bereits nach einer Saison wieder in Richtung Novara Calcio, hier kam er auch regelmäßig zum Einsatz, doch seine zehn Treffer konnten auch nicht verhindern, dass Novara am Ende der Saison in die Serie B abstieg. Insgesamt konnte er in seiner Karriere 59 Serie-A-Tore erzielen.